# Інструментальна сталь
Інструмента́льна ста́ль (англ. tool steel) — легована або вуглецева сталь із вмістом вуглецю від 0,7 % і вище.  Ця сталь відрізняється високою твердістю і міцністю (після остаточної термообробки). 
Інструментальна сталь призначена для виготовлення різальних і вимірювальних інструментів, штампів холодного і гарячого деформування, деталей машин, що зазнають підвищеного зношування за помірних динамічних навантажень.

## Класифікація
За хімічним складом інструментальні сталі поділяються на вуглецеві, леговані і швидкорізальні (високолеговані). Вони мало відрізняються між собою за твердістю, зате мають різну теплостійкість. 
ДСТУ EN ISO 4957:2007 Сталі інструментальні. Технічні умови.

### Вуглецеві інструментальні сталі
Інструментальна вуглецева сталь ділиться на якісну і високоякісну. Вміст сірки та фосфору в якісній інструментальної сталі — 0,03% і 0,035%, у високоякісній — 0,02% і 0,03% відповідно.
Випускається за ДСТУ 3833-98 (ГОСТ 1435-99) таких марок: У7; У8; У8Г; У9; У10; У11; У12; У13; У7А; У8А; У8ГА; У9А; У10А; У11А; У12А; У13А, де цифрами вказано вміст вуглецю в десятих частках процента (буква А в кінці маркування означає, що сталь високоякісна, а буква Г, що має підвищений вміст марганцю). Стандарт поширюється на вуглецеву інструментальну гарячекатану, ковану, калібровану сталь, сріблянку. 
Перевага вуглецевих інструментальних сталей полягає в основному в їх дешевизні і достатньо високій твердості (HRC 60...62) в порівнянні з іншими інструментальними матеріалами. До недоліків слід віднести малу зносостійкість і низьку теплостійкість (250ºС). У разі більшої температури твердість інструменту значно знижується і він втрачає свої різальні властивості. 
З вуглецевих інструментальних сталей виготовляють зубила, кернери, напилки, шабери, ножівкові полотна, мітчики, зенкери, розвертки та інші інструменти.

### Леговані інструментальні сталі
Леговані інструментальні сталі (сталі з підвищеною прогартовуваністю) мають покращену різальну здатність унаслідок наявності в хімічному складі таких легувальних елементів як хром, вольфрам, кремній, ванадій, молібден та ін. Теплостійкість їх досягає 350ºС. Твердість після термічної обробки HRC 62...64. Виготовлені інструменти з цих сталей можна використовувати для роботи на помірних швидкостях різання. Найпоширеніші марки легованих інструментальних сталей такі: хромисті (9Х, Х), хромовольфрамові (ХВ5), хромовольфрамомарганцеві (ХВГ), хромокремниста (9ХС). З них виготовляють протяжки, мітчики, плашки, свердла, розвертки та інші різальні інструменти. 
Класифікація інструментальних легованих сталей:
- за призначенням залежно від марки сталі:
  - група I — для виготовлення інструменту, призначеного для обробки металів і інших матеріалів в холодному стані;
  - група II — для виготовлення інструменту, використовуваного для обробки металів тиском при температурах вище за 300°С;
- за способом подальшої обробки гарячекатана і кована металопродукція груп І і ІІ поділяється на підгрупи:
  - а) — для гарячої обробки тиском і холодного волочіння без контролю структурних характеристик;
  - б) — для холодної механічної обробки з повним обсягом випробувань.

### Швидкорізальні сталі
Швидкорізальні інструментальні сталі — високолеговані інструментальні сталі, що характеризуються значним вмістом вольфраму (6...19 %), хрому (3...4,5 %), молібдену (3...6 %).
Під час нагрівання в процесі різання до високих температур (600...650ºС) вони не втрачають своєї твердості і різальних властивостей.  Швидкорізальна інструментальна сталь поєднує в собі високу теплостійкість з високою твердістю, зносостійкістю (при підвищених температурах) і підвищеним опором пластичній деформації. Застосовується для виготовлення верстатних різальних інструментів (різців, свердл, розверток, фрез, зенкерів та ін.) застосовують сталі Р9, Р12, Р18, Р6М3, Р6М5, Р9Ф5, Р14Ф4, Р18Ф2, Р9К5, Р9К10, Р10К5Ф2 та ін.
Позначення марки сталі: Р — швидкорізальна сталь, цифра — вміст вольфраму в десятих долях відсотка, М, К, Ф — легована молібденом, кобальтом або ванадієм, відповідно.